# Przywilej cerekwicki
Przywilej cerekwicki – przywilej wydany 15 września 1454 roku przez króla Kazimierza IV Jagiellończyka w obozie pospolitego ruszenia pod Cerkwicą k. Chojnic, pod presją szlachty wielkopolskiej zgromadzonej na wyprawę przeciw zakonowi krzyżackiemu w trakcie wojny trzynastoletniej.

## Geneza

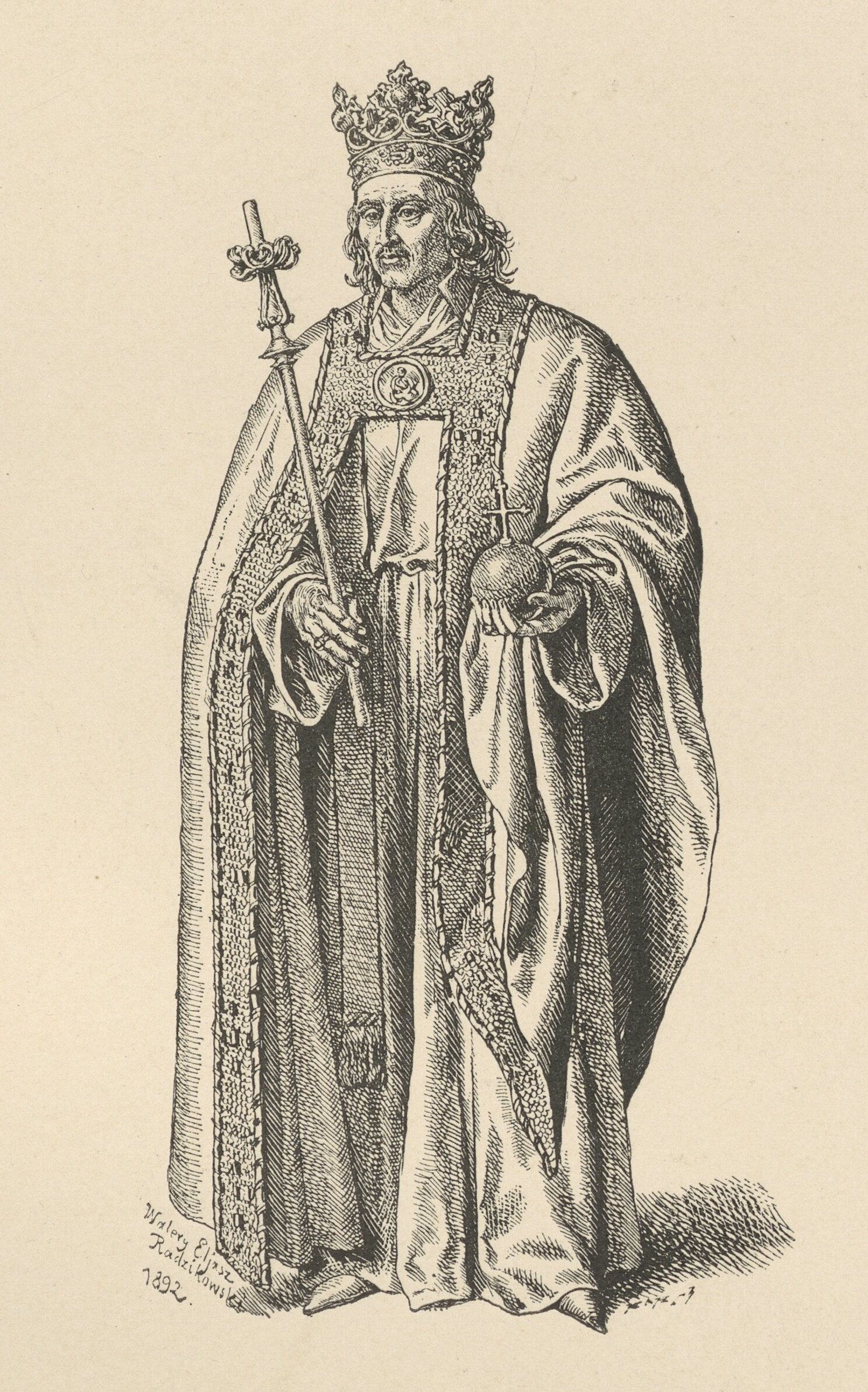
Za panowania króla Kazimierza Jagiellończyka doszło do decydującej wojny Polski z Krzyżakami o Pomorze

W lutym 1454 roku stany pruskie wypowiedziały posłuszeństwo władzom zakonu krzyżackiego i 20 lutego 1454 roku przedstawiciele Związku Pruskiego zwrócili się do Polski o przyłączenie ich ziem do Królestwa.
Konieczność podjęcia decyzji dotyczącej postawy Królestwa wobec antykrzyżackiej opozycji w Państwie Pruskim wywołała w radzie królewskiej długotrwały impas, będący skutkiem stanowiska Zbigniewa Oleśnickiego. Kardynał, wbrew opinii pozostałych członków rady, był przeciwnikiem udzielenia poparcia Związkowi Pruskiemu, a w konsekwencji złamania traktatu wieczystego w Brześciu Kujawskim i podjęcia ryzyka konfliktu z papieżem. Rozważano wówczas wezwanie do rady także średniej szlachty, do czego ostatecznie nie doszło.

## Wydanie przywileju cerekwickiego

### Wyprawa pospolitego ruszenia w 1454 roku
Już 6 marca 1454 roku wbrew sprzeciwowi Oleśnickiego Kazimierz IV z poparciem pozostałych członków rady królewskiej dokonał inkorporacji całości pruskich ziem zakonu krzyżackiego. Wykonanie tego aktu politycznego wymagało usunięcia zwolenników Zakonu z ostatnich znajdujących się pod jego kontrolą ufortyfikowanych miast Malborka i Chojnic. Następnie 21 kwietnia 1454 roku Królestwo Polskie przyłączyło się po stronie Związku Pruskiego do wojny przeciwko zakonowi krzyżackiemu. Siły sojuszników ponownie obległy obydwa punkty oporu zakonu krzyżackiego, jednakże silne fortyfikacje krzyżackie, słabość sił oblężniczych i wyczerpanie sił Związku Pruskiego uniemożliwiły zajęcie któregokolwiek z nich do końca lata 1454 roku.
Wówczas na Pomorze od strony zachodniej wkroczyła krzyżacka odsiecz złożona z zawodowych wojsk najemnych zwerbowanych w Czechach i Niemczech w zamian za doraźne zaliczki. Armia ta zmierzała do leżących na szlaku z Niemiec Chojnic. Aby przeciwdziałać jej zamierzeniom przybyły do Torunia Kazimierz IV zwołał pospolite ruszenie z Wielkopolski i Kujaw, na punkt zborny wyznaczając leżącą na południe od oblężonych Chojnic Cerekwicę. Decyzja ta nie została skonsultowana z sejmem prowincjonalnym.

### Negocjacje w obozie pod Cerekwicą

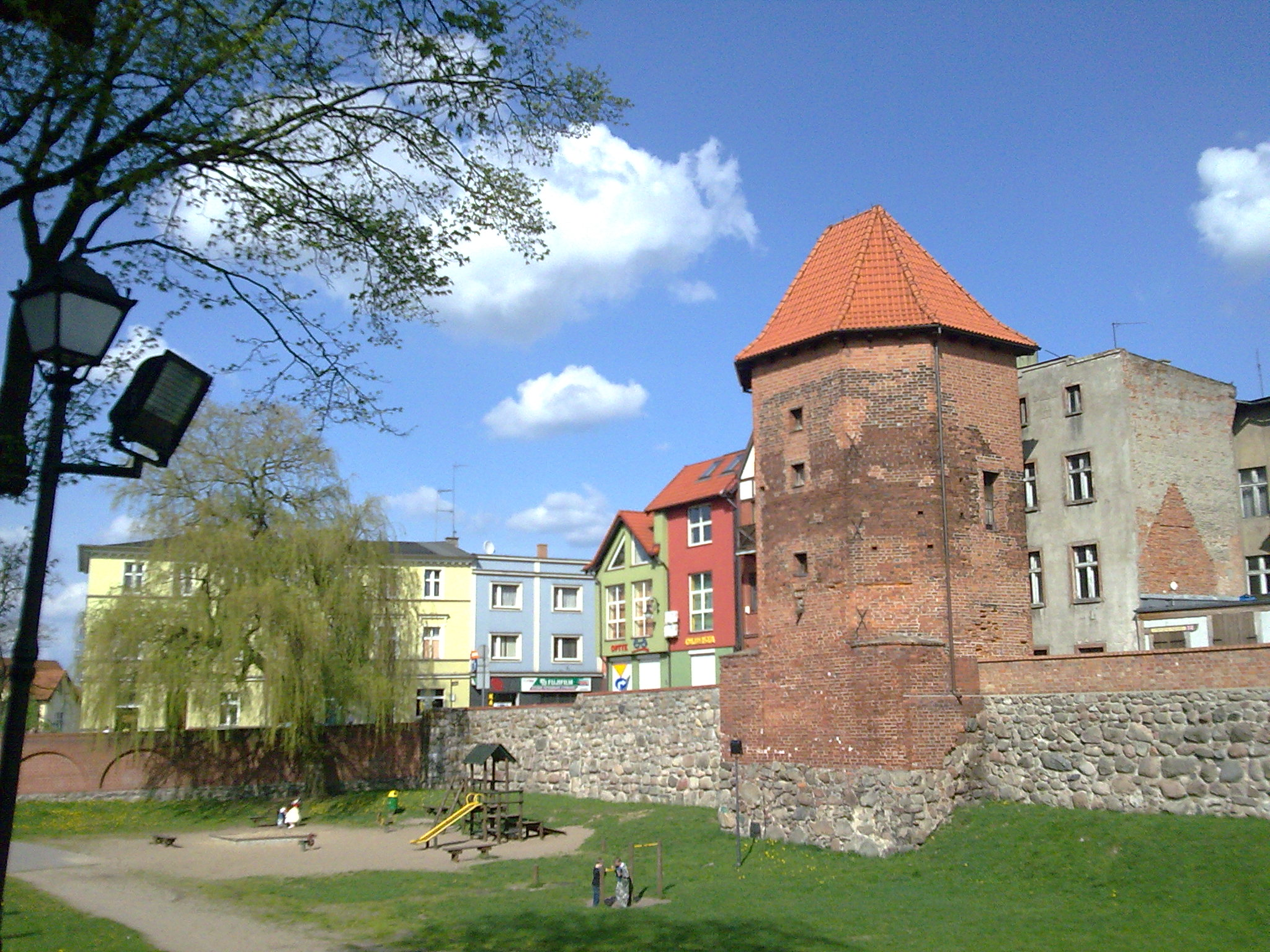
Fortyfikacje miejskie Chojnic dawały silne oparcie zwolennikom zakonu krzyżackiego w trakcie wojny trzynastoletniej, zmuszając króla Kazimierza Jagiellończyka do zwołania wyprawy pospolitego ruszenia

Zebrane w obozie pod Cerekwicą około 15 km (dwie mile) na południe od Chojnic pospolite ruszenie szlachty województw wielkopolskiego i kujawskiego wykorzystało przymusową sytuację króla Kazimierza IV do postawienia daleko idących postulatów ustrojowych. Wyprawa została przekształcona w obozowy sejm prowincjonalny, który opierając się na postanowieniach przywileju koszyckiego zgłosił wątpliwości prawne co do możliwości użycia pospolitego ruszenia w wyprawie poza granice Królestwa Polskiego i wysunął żądania zapłaty zgromadzonym za udział w wyprawie zagranicznej przed przekroczeniem granicy pruskiej. Przybyły pod Cerekwicę 12 września 1454 roku z Torunia Kazimierz IV Jagiellończyk wskazał, że inkorporacja ziem państwa pruskiego sprawiła, że położone są one w granicach kraju i tym samym zwołana wyprawa ma cel obronny.
Sejm obozowy, podkreślając niedogodną formę i porę zwołania pospolitego ruszenia, wyraził także stanowczy sprzeciw wobec pominięcia przez króla tradycji zasięgania opinii sejmu prowincjonalnego, przewagi małopolskiego możnowładztwa w podejmowaniu decyzji o kluczowych sprawach Królestwa Polskiego oraz zażądał ograniczenie wpływów oligarchii i wyższego kleru. Dążąc do umocnienia pozycji ustrojowej stanu szlacheckiego oraz przywrócenia znaczenia Wielkopolski, przedstawiciele szlachty sformułowali i spisali 35 artykułów. Następnie uzależnili uznanie interpretacji o obronnym charakterze wyprawy pod Chojnice od wystawienia przez króla przywilejów uwzględniających żądania szlachty.

## Postanowienia przywileju cerekwickiego
Król Kazimierz IV Jagiellończyk 15 września zatwierdził dokument przywileju, dokonującego zmiany ustroju Królestwa Polskiego.
Artykuł 18 przywileju cerekwickiego przenosił podejmowanie decyzji w sprawach zmian ustrojowych na sejmiki ziemskie, wyłączając od nich radę królewską i możnowładców otaczających króla. Nakazywał też uzyskiwanie zgody sejmiku ziemi na zwołanie z niej pospolitego ruszenia.
Artykuł 19 przywileju umacniał szlachtę w posiadaniu nieruchomości, ograniczając prawo konfiskaty szlacheckiego mienia bez wyroku sądowego jako formy represji względem przestępców. Ograniczono także arbitralne stosowanie kary śmierci.
Antymożnowładczy charakter miał artykuł o zakazie łączenia urzędu starosty z urzędami kasztelana i wojewody. Król bez zgody sejmiku nie mógł zawrzeć sojuszu, nałożyć podatków i zastawiać miast grodowych.

## Znaczenie i ocena przywileju cerekwickiego

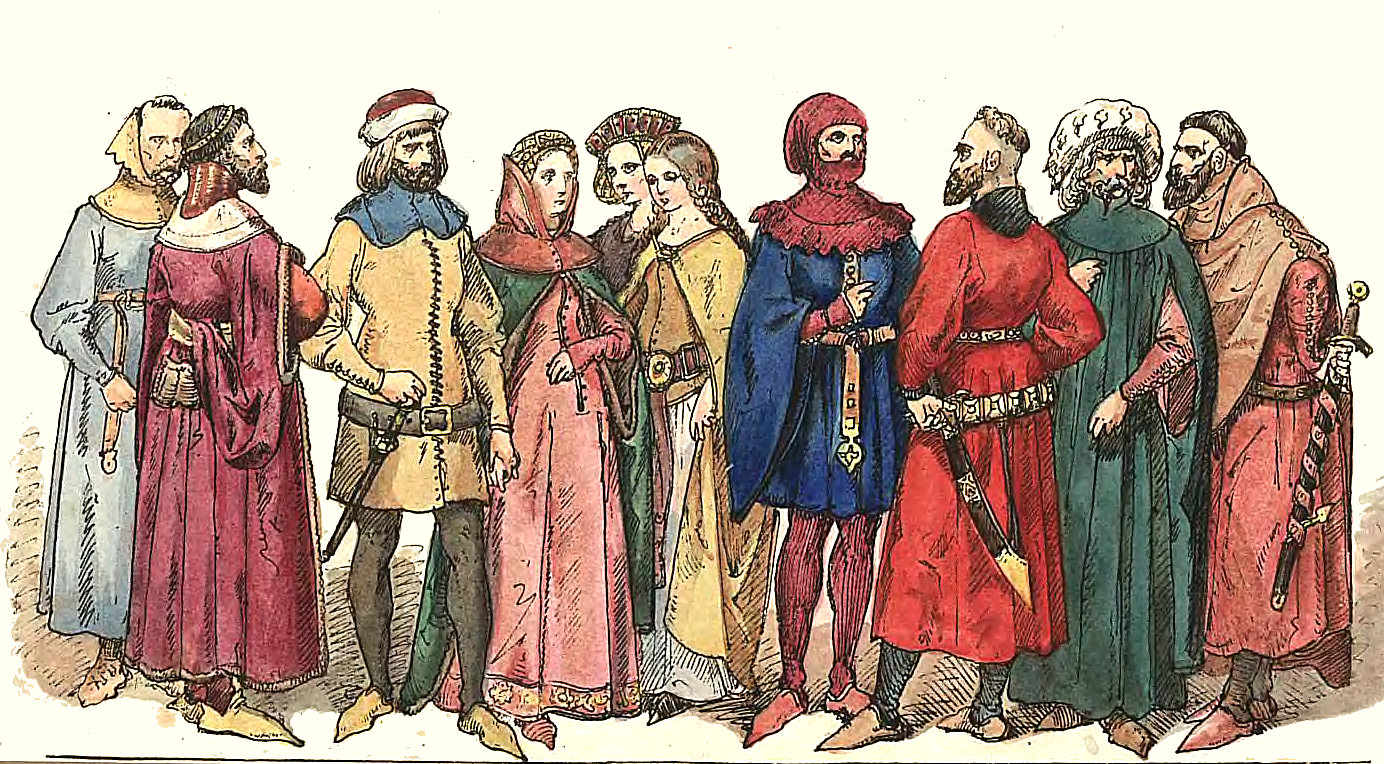
XV-wieczna szlachta polska w wizji Jana Matejki. Przywilej cerekwicki ugruntował ustrojową pozycję szlachty w Królestwie Polskim

W ocenie Krzysztofa Baczkowskiego ustawodawstwo cerekwickie zmierzało do nadania dotychczasowym zwyczajom charakteru instytucjonalnego, otwierając możliwość działania średniej szlachty w sprawach państwowych. Władza królewska doznała formalnego osłabienia, jednakże jednocześnie zyskała w średniej szlachcie sojusznika przeciwko magnaterii. Paweł Jasienica podkreślał, że postulaty średniego i drobnego rycerstwa stały się w połowie XV wieku nowym antymagnackim czynnikiem politycznym, możliwym do wykorzystania przez króla dla wzmocnienia władzy centralnej. Jego zdaniem pozytywny charakter postulatów szlachty pozostaje w pamięci historycznej w cieniu klęski chojnickiej. Andrzej Nowak określił wymuszenie na Kazimierzu Jagiellończyku unormowania ustroju pod wpływem okoliczności „godną sprawą – zasadniczym poszerzeniem wolności obywatelskich i współodpowiedzialności, uzyskaną za pomocą niegodnego narzędzia”, jakim jego zdaniem był szantaż w obliczu nadchodzących wojsk nieprzyjacielskich. Również Krzysztof Baczkowski wskazał, że szlachta dążyła do rozstrzygania w sprawach publicznych i wykorzystała w tym celu okazję, którą dała wojna.
Postulaty szlachty przesuwały ośrodek rządów z elity możnowładczej działającej za pośrednictwem rady królewskiej na reprezentację szerokiej szlachty, tworząc fundament pod ustrojowe prawo Rzeczypospolitej. Przywilej zmierzał do prawnego zabezpieczenia podstawowego postulatu średniej szlachty, jakim była nietykalność szlacheckiego mienia, oparta na zasadzie zakazu arbitralnych konfiskat i zaborów poprzedzających postępowanie sądowe.

## Następstwa
Większość postanowień przywileju cerekwickiego została przejęta w 1454 roku przez statuty nieszawskie.